# Uigur
L'uigur és una llengua turquesa de la família altaica parlada pels uigurs, la història dels quals comença als primers segles de l'era comuna. Cap al segle VIII dC, van establir un poderós estat al Turquestan oriental i, en ser enderrocat cent anys més tard, van establir un nou regne a la Xina occidental, que va sobreviure fins a la conquesta dels mongols.
L'uigur és parlat per uns 7.300.000 de persones, incloent-n'hi uns 6.000.000 a la regió autònoma de Xinjiang (Xina) i 300.000 al Kazakhstan. També és parlat a l'Uzbekistan, Tadjikistan, Kirguizstan i Mongòlia.
L'uigur s'escriu en caràcters ciríl·lics o àrabs, tot i que existeixen projectes de conversió a l'alfabet llatí. Al segle viii, l'uigur va tenir un alfabet propi, descendent de l'arameu, que va ser usat durant set o vuit segles.

## Dialectes
L'uigur es divideix en tres dialectes:
- el central, al nord de Xinjiang (6 milions de parlants),
- el de l'est o Lop Nor, a la part meridional (40.000 parlants)
- el del sud, Hotan o Na'tang a Hotan, Qargar i Qarkilik (2.200.000 parlants).

## Característiques
L'uigur té vuit vocals amb valor de fonema i no poden combinar-se per a formar diftongs. Conté sons oclusius, fricatius, nasals, vibrants i aproximants i alguns d'aquests s'aspiren a l'inici de paraula. Gairebé no hi ha restriccions quant a les consonants que poden aparèixer en posició inicial o de coda sil·làbica.
És una llengua SOV, ja que tendeix a col·locar el verb al final de l'oració. Els noms no varien en gènere, però sí en nombre i cas (nominatiu, acusatiu, datiu, locatiu, ablatiu i genitiu).

## Text d'exemple
Exemple d'uigur amb traducció al català:
"Pêr l'änguz(a) ishke war nimi-dro. Pêr mla, pêr qïz war nimi-dro"
Hi havia un marit i una muller. Hi havia un noi i una noia.

## Estatus legal
A la República Popular de la Xina és l'únic estat on ha estat reconeguda la llengua uigur. És oficial a la regió autònoma de Xingjiang, juntament amb llengües minoritàries també presents a la regió com el kazak, kirgis, mongol i el xibe. Té presència i reconeixement en diversos sectors, inclosos el poder judicial, l'administració, l'educació, la premsa i l'edició, la ràdio i la televisió i Internet.
Les escoles primàries i secundàries de Xinjiang ofereixen cursos en llengües com el uigur o les altres llengües de minories ètniques, a més de xinès mandarí. L'estació de difusió popular de Xinjiang ofereix 12 canals de ràdio en cinc idiomes: mandarí, uigur, kazak, mongol i kirgiz. Els bitllets RMB xinesos tenen cinc idiomes: entre ells l'uigur.
La constitució de la República Popular reconeix el caràcter multiètnic del país i el dret de totes les ètnies "a utilitzar i desenvolupar els seus propis idiomes parlats i escrits".
L'uigur no té el mateix reconeixement en els altres estats on es parla.